# Dystrykt Mbarara
Dystrykt Mbarara – dystrykt w południowo-zachodniej Ugandzie, którego siedzibą administracyjną jest miasto Mbarara. W 2002 roku liczył ok. 1,1 miliona mieszkańców.
Dystrykt Mbarara na północy graniczy z dystryktem Ibanda, na wschodzie z dystryktem Kiruhura, na południowym wschodzie z dystryktem Isingiro, na południowym zachodzie z dystryktem Ntungamo, od zachodu z dystryktem Sheema i na północnym zachodzie z dystryktem Buhweju.